# هلگه اینگستاد
هلگه اینگستاد (انگلیسی: Helge Ingstad; ۳۰ دسامبر ۱۸۹۹ – ۲۹ مارس ۲۰۰۱) گردشگر، باستان‌شناس، نظریه‌پرداز حقوق، نویسنده، وکیل، و شطرنج‌باز اهل نروژ بود.